# Pieter Antoon Verschaffelt

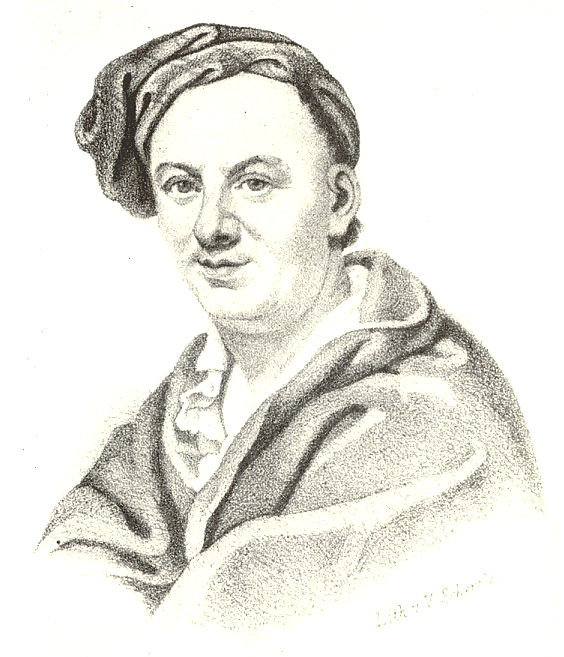
Pieter Antoon Verschaffelt

Pieter Antoon Verschaffelt (Gent, 8 mei 1710 - Mannheim, 5 juli 1793) was een Vlaams beeldhouwer en architect.
Na zijn opleiding te Gent in het atelier van zijn grootvader vervolmaakte Verschaffelt zich in Brussel, Parijs en Rome. Hij verbleef in Rome tussen 1737 en 1751. In 1748 kreeg hij de opdracht het beschadigde beeld van de Aartsengel Michaël op de Engelenburcht in Rome te vervangen. In 1752 verbleef hij in Londen. Van daar werd hij naar Mannheim ontboden om er hofbeeldhouwer te worden in dienst van Keurvorst Karel Theodoor van de Palts. Tot zijn eerste opdrachten behoorde de decoratie van de tuinen van het kasteel van Schwetzingen. Hiervoor creëerde hij de herten- en rivierengroep die nu nog blikvangers zijn van het park. Verschaffelt stichtte in 1756 in Mannheim een kunstacademie waarvan hij tot zijn overlijden directeur bleef. 
Hij ontwierp onder andere in Mannheim de Jezuïetenkerk, het Arsenaal en het Paleis Bretzenheim evenals de bedevaartskerk Maria Hemelvaart in Ludwigshafen-Oggersheim.